# Французи в Ливан
Французите в Ливан (на френски: Français du Liban) са етническа група в Ливан. 

## Политика и избори
За парламентарните избори през юни 2012 г. Ливан е част от голям избирателен район за френски граждани в чужбина. На 31 декември 2011 г. в Ливан са регистрирани 21 428 френски граждани (от общо 147 997). От общо 11-те известни кандидати, само двама живеят в страната, като никой от тях не е в една от двете основни партии.